# 쾌걸 벵자벵
쾌걸 벵자벵(Mon Oncle Benjamin: L'Homme A L'Habit Rouge)은 프랑스에서 제작된 에두아르드 몰리나로 감독의 1969년 코미디 영화이다. 자크 브렐 등이 주연으로 출연하였고 로버트 서스펠드 등이 제작에 참여하였다.

## 출연

### 주연
- 자크 브렐
- 클로드 제이드

### 조연
- 로시 바르트
- 버나드 앨런
- 폴 프랭커
- 베르나르 블리에

## 제작진
- 프로듀서: 알렝 프와레
- 미술: 로버트 서스펠드
- 미술: 프랑수아 드 라모스